# Schronisko w Ławocznem
Schronisko KPW w Ławocznem – nieistniejące obecnie schronisko turystyczne położone na wysokości 684 m n.p.m. we wsi Ławoczne w Bieszczadach Wschodnich.

## Historia
Schronisko powstało latem 1933 roku z inicjatywy oddziału Polskiego Towarzystwa Tatrzańskiego w Drohobyczu. W latach 1934–1939 prowadzone było przez lwowski oddział Kolejowego Przysposobienia Wojskowego. Mieściło się w budynku stacji kolejowej i oferowało 40 miejsc noclegowych.

## Szlaki turystyczne w 1936

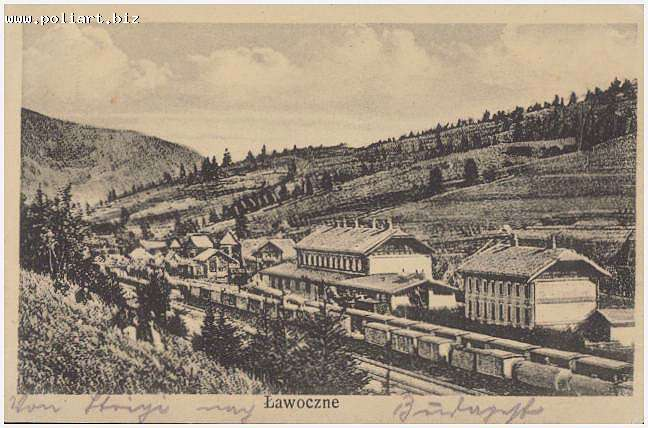
Budynek stacji przed 1939 rokiem

- do Klimca przez Jawornik Wielki (1122 m n.p.m.)
- do Beskidu przez Jawornik Wielki
- na Jawornik Mały (1018 m n.p.m.) przez Maradykiw (838 m n.p.m.),
- na Łysą Górę (1000 m n.p.m.) przez Obnohę (1111 m n.p.m.), Staneszczę (1158 m n.p.m.) i Berdo (1199 m n.p.m.),
- na Czarną Repę (1288 m n.p.m.) przez Jawornik Mały.